# TCP
ТСР (на английски: Transmission Control Protocol) е мрежов протокол за управление на обмена на информация, един от основните, използвани в интернет. Използвайки TCP, приложенията в мрежата могат да създават връзки (connections) едно с друго и чрез тях да обменят данни в пакети. Образно казано, информацията, която трябва да бъде транспортирана, бива разделена на огромно множество от пакети, всеки от които съдържа достатъчно информация да бъде пренасочен към точната си дестинация. Надеждността на обмена се осигурява от контролни суми и сравнения между изпратените и пристигналите данни. Другата важна функция на протокола е да провери, че пакетите биват подредени в правилен ред по времето на пристигането си.
Протоколът се използва съвместно с IP протокола, като обикновено ги наричат TCP/IP комплект от протоколи (на английски: protocol suite).
TCP/IP комплектът може да бъде използван и в частни интранет и екстранет мрежи.
TCP/IP използва модела за клиент и сървър в комуникациите. При този модел клиентът (който може да бъде друга програма или потребител) прави заявка и получава услуга (например представяне на уеб страница) от друга програма сървър по мрежата.
TCP протоколът е проектиран за многозадачен режим на работа – т.е. в един и същи момент могат да бъдат стартирани повече от едно TCP приложение на един и същи компютър.

## Механизъм на действие
В сравнение с UDP, който може незабавно да започне да изпраща пакети, TCP изисква установяването на връзка преди изпращането на данни. Съществуват три фази при осъществяването на TCP комуникация:
1. установяване на връзката
2. пренос на данни
3. преустановяване на връзката

TCP връзката се управлява от операционната система чрез програмен интерфейс. Този интерфейс, т.нар. интернет сокет, представя локалната крайна точка за комуникациите. Различните състояния на крайна точка на един интернет сокет са:
1. LISTEN – представя състоянието на изчакване за заявка за връзка от някой TCP хост на определен порт (обикновено определен от TCP сървърите)
2. SYN-SENT – представя изчакване на другия TCP хост да изпрати обратно TCP пакет със зададени SYN и ACK флагове (обикновено от TCP клиентите)
3. SYN-RECEIVED – представя изчакване за отдалечения хост TCP да изпрати обратно известение след обратното изпращане на известението за установяване на връзката до TCP хоста (обикновено изпратен от TCP сървърите)
4. ESTABLISHED – представя състоянието на хоста, при което портът може да слуша/получава или изпраща данни от и към отдалечения хост (зададени и от сървърите и хостовете)
5. FIN-WAIT-1
6. FIN-WAIT-2
7. CLOSE-WAIT
8. CLOSING
9. LAST-ACK
10. TIME-WAIT – представя изчакването на определен период от време да изтече, за да се осигури, че отдалеченият хост е получил заявката за прекратяването на връзката. Според RFC 793 връзката може да съществува в това състояние TIME-WAIT за най-много 4 минути
11. CLOSED

### Установяване на връзката
Клиентът изпраща към сървъра SYN пакет, след което сървърът би трябвало да отговори със SYN/ACK пакет. Най-накрая клиентът отговоря с ACK пакет, след което преносът на данни може да бъде започнат.

### Пренос на данни
Има няколко ключови характеристики, които отличават TCP от User Datagram Protocol, някои от които са:
- Свободен от грешки трансфер на данни
- Контрол на потока (flow control) – ограничава скоростта на предаваните данни, за да гарантира надеждна доставка.

Съществуват различни механизми за осигуряването на цялостен пренос на данни – пакетите биват номерирани по реда си на изпращане, всеки пакет има сума за проверка на целостта си, както и показателите за изгубените пакети или за забавянето по мрежата.
По време на установяването на връзката сървърът раздава поредните номера, по които от потока на данни се разпознават отделните пакети за всяка връзка. За всеки получен пакет се изпраща известяване за получаването му. Ако известяването не бъде получено, пакетът трябва да се преизпрати.

### Прекратяване на връзката
И двете страни на връзката я прекъсват чрез изпращането на FIN пакет и двете страни известяват противната чрез ACK пакет.
Връзката може да бъде прекратена и чрез тристранно ръкостискане – единият хост изпраща FIN пакет, който бива известен от противоположната страна чрез FIN-ACK пакет. След това първоначалният хост известява получаването с ACK пакет.
Връзката може да бъде прекратена и чрез изпращането на RESET пакет.

## Строеж на TCP пакета
| +   | 0 – 3                         | 0 – 3                         | 0 – 3                         | 0 – 3                         | 4 – 9             | 4 – 9             | 4 – 9             | 4 – 9             | 4 – 9             | 4 – 9             | 10 – 15                   | 10 – 15                   | 10 – 15                   | 10 – 15                   | 10 – 15                   | 10 – 15                   | 16 – 31              | 16 – 31              | 16 – 31              | 16 – 31              | 16 – 31              | 16 – 31              | 16 – 31              | 16 – 31              | 16 – 31              | 16 – 31              | 16 – 31              | 16 – 31              | 16 – 31              | 16 – 31              | 16 – 31              | 16 – 31              |
| --- | ----------------------------- | ----------------------------- | ----------------------------- | ----------------------------- | ----------------- | ----------------- | ----------------- | ----------------- | ----------------- | ----------------- | ------------------------- | ------------------------- | ------------------------- | ------------------------- | ------------------------- | ------------------------- | -------------------- | -------------------- | -------------------- | -------------------- | -------------------- | -------------------- | -------------------- | -------------------- | -------------------- | -------------------- | -------------------- | -------------------- | -------------------- | -------------------- | -------------------- | -------------------- |
| 0   | Порт на източника             | Порт на източника             | Порт на източника             | Порт на източника             | Порт на източника | Порт на източника | Порт на източника | Порт на източника | Порт на източника | Порт на източника | Порт на източника         | Порт на източника         | Порт на източника         | Порт на източника         | Порт на източника         | Порт на източника         | Порт на получателя   | Порт на получателя   | Порт на получателя   | Порт на получателя   | Порт на получателя   | Порт на получателя   | Порт на получателя   | Порт на получателя   | Порт на получателя   | Порт на получателя   | Порт на получателя   | Порт на получателя   | Порт на получателя   | Порт на получателя   | Порт на получателя   | Порт на получателя   |
| 32  | Номер по ред                  | Номер по ред                  | Номер по ред                  | Номер по ред                  | Номер по ред      | Номер по ред      | Номер по ред      | Номер по ред      | Номер по ред      | Номер по ред      | Номер по ред              | Номер по ред              | Номер по ред              | Номер по ред              | Номер по ред              | Номер по ред              | Номер по ред         | Номер по ред         | Номер по ред         | Номер по ред         | Номер по ред         | Номер по ред         | Номер по ред         | Номер по ред         | Номер по ред         | Номер по ред         | Номер по ред         | Номер по ред         | Номер по ред         | Номер по ред         | Номер по ред         | Номер по ред         |
| 64  | Сегментен номер               | Сегментен номер               | Сегментен номер               | Сегментен номер               | Сегментен номер   | Сегментен номер   | Сегментен номер   | Сегментен номер   | Сегментен номер   | Сегментен номер   | Сегментен номер           | Сегментен номер           | Сегментен номер           | Сегментен номер           | Сегментен номер           | Сегментен номер           | Сегментен номер      | Сегментен номер      | Сегментен номер      | Сегментен номер      | Сегментен номер      | Сегментен номер      | Сегментен номер      | Сегментен номер      | Сегментен номер      | Сегментен номер      | Сегментен номер      | Сегментен номер      | Сегментен номер      | Сегментен номер      | Сегментен номер      | Сегментен номер      |
| 96  | Дължина на заглавието (хедър) | Дължина на заглавието (хедър) | Дължина на заглавието (хедър) | Дължина на заглавието (хедър) | Запазен           | Запазен           | Запазен           | Запазен           | Запазен           | Запазен           | Кодове (за синхронизация) | Кодове (за синхронизация) | Кодове (за синхронизация) | Кодове (за синхронизация) | Кодове (за синхронизация) | Кодове (за синхронизация) | Големина на рамката  | Големина на рамката  | Големина на рамката  | Големина на рамката  | Големина на рамката  | Големина на рамката  | Големина на рамката  | Големина на рамката  | Големина на рамката  | Големина на рамката  | Големина на рамката  | Големина на рамката  | Големина на рамката  | Големина на рамката  | Големина на рамката  | Големина на рамката  |
| 128 | Сума за проверка              | Сума за проверка              | Сума за проверка              | Сума за проверка              | Сума за проверка  | Сума за проверка  | Сума за проверка  | Сума за проверка  | Сума за проверка  | Сума за проверка  | Сума за проверка          | Сума за проверка          | Сума за проверка          | Сума за проверка          | Сума за проверка          | Сума за проверка          | Указател за спешност | Указател за спешност | Указател за спешност | Указател за спешност | Указател за спешност | Указател за спешност | Указател за спешност | Указател за спешност | Указател за спешност | Указател за спешност | Указател за спешност | Указател за спешност | Указател за спешност | Указател за спешност | Указател за спешност | Указател за спешност |
| 160 | Опции и пълнеж                | Опции и пълнеж                | Опции и пълнеж                | Опции и пълнеж                | Опции и пълнеж    | Опции и пълнеж    | Опции и пълнеж    | Опции и пълнеж    | Опции и пълнеж    | Опции и пълнеж    | Опции и пълнеж            | Опции и пълнеж            | Опции и пълнеж            | Опции и пълнеж            | Опции и пълнеж            | Опции и пълнеж            | Опции и пълнеж       | Опции и пълнеж       | Опции и пълнеж       | Опции и пълнеж       | Опции и пълнеж       | Опции и пълнеж       | Опции и пълнеж       | Опции и пълнеж       | Опции и пълнеж       | Опции и пълнеж       | Опции и пълнеж       | Опции и пълнеж       | Опции и пълнеж       | Опции и пълнеж       | Опции и пълнеж       | Опции и пълнеж       |
| 192 | Данни                         | Данни                         | Данни                         | Данни                         | Данни             | Данни             | Данни             | Данни             | Данни             | Данни             | Данни                     | Данни                     | Данни                     | Данни                     | Данни                     | Данни                     | Данни                | Данни                | Данни                | Данни                | Данни                | Данни                | Данни                | Данни                | Данни                | Данни                | Данни                | Данни                | Данни                | Данни                | Данни                | Данни                |